# Boltyš
Boltyš je velký impaktní (dopadový) kráter, nacházející se v Kirovohradské oblasti na území dnešní centrální Ukrajiny. Jeho stáří činí přibližně 65,39 milionu let.

## Popis a historie
Má šířku asi 24 kilometrů, hloubku kolem 550 metrů a byl vytvořen dopadem velkého meteoritu asi před 65,17 milionu let (+- 0,64 m. l.). Podle jiných odhadů má však stáří asi 65,8 až 66,2 milionu let. Je tak zhruba stejně starý jako známější a mnohonásobně větší Chicxulub z Mexického zálivu. Je možné, že dopadl o několik tisíciletí dříve a podílel se na katastrofě K-Pg, kdy vyhynuli například neptačí dinosauři, ptakoještěři a další skupiny živočichů. Kráter byl objeven již v 60. letech minulého století při průzkumu a pátrání po zdrojích nerostných surovin v oblasti, od roku 2002 je přímo vědecky zkoumán. V současnosti leží přes 500 metrů pod povrchem země (je překryt sedimentem, hromadícím se po celé miliony let po jeho vzniku).
V období paleogénu (starších třetihor) se kráter na dlouhou dobu proměnil ve velké jezero, v jehož sedimentech jsou nacházeny početné fosilie vodních živočichů.